# Sanctuaire Saint-Antoine de Kotahena
Pour les articles homonymes, voir sanctuaire Saint-Antoine.
Le sanctuaire Saint-Antoine (en tamoul : புனித அந்தோனியார் திருத்தலம்) est un édifice religieux catholique de l'archidiocèse de Colombo ayant le statut de sanctuaire national, situé dans le quartier de Kotahena (en) à Colombo au Sri Lanka. Il est consacré à saint Antoine de Padoue.
Le gouvernement sri-lankais a émis des timbres postaux d'une valeur de cinq roupies à l'occasion du 175e anniversaire de l'église le 13 juin 2010.
Le 21 avril 2019, le dimanche de Pâques, l'église fait partie des cibles d'une série d'attaques à la bombe à travers le Sri Lanka.

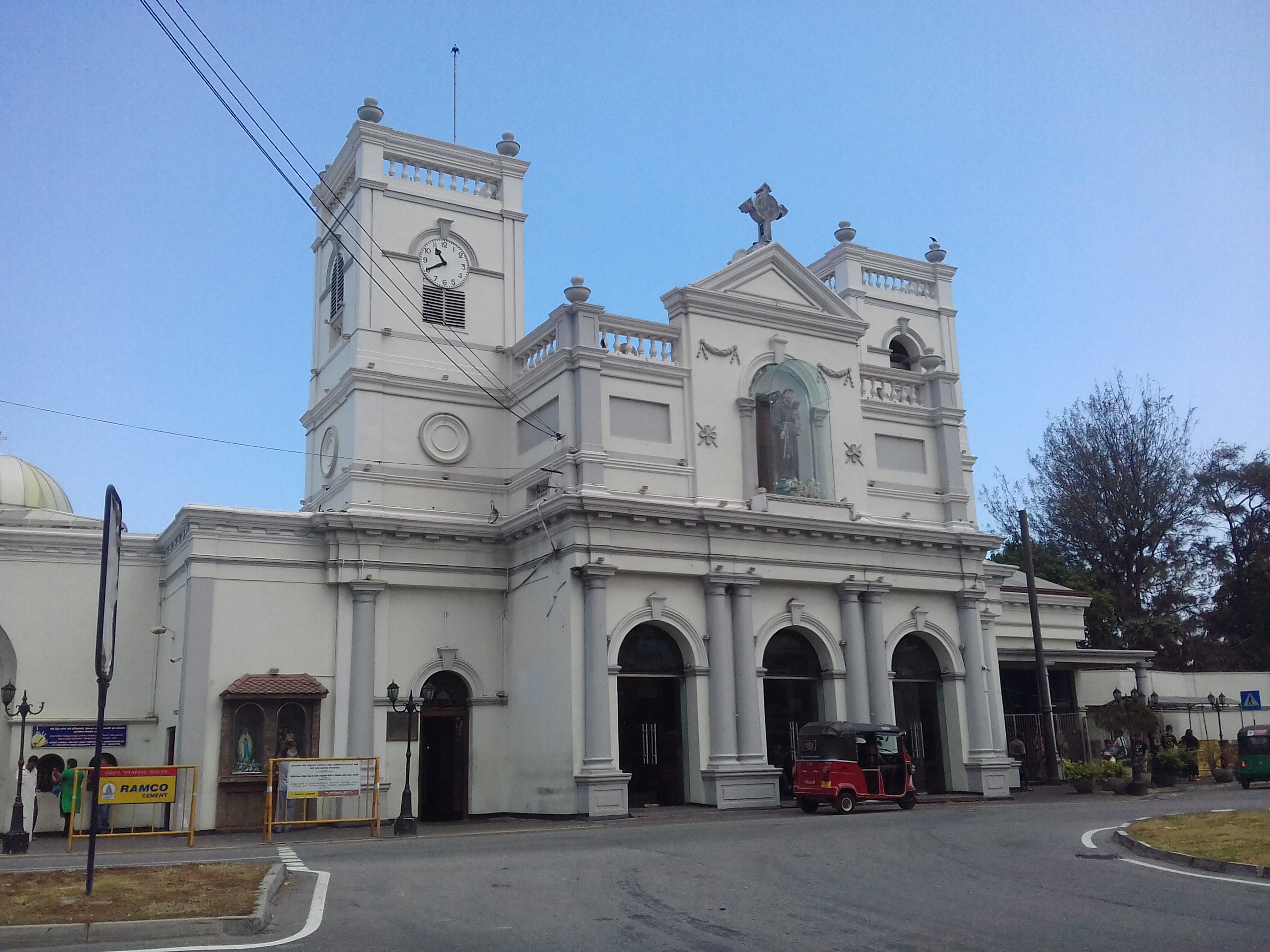
Vue générale de l'église en 2017, avant les attentats.